# Luise Neumann (Malerin)

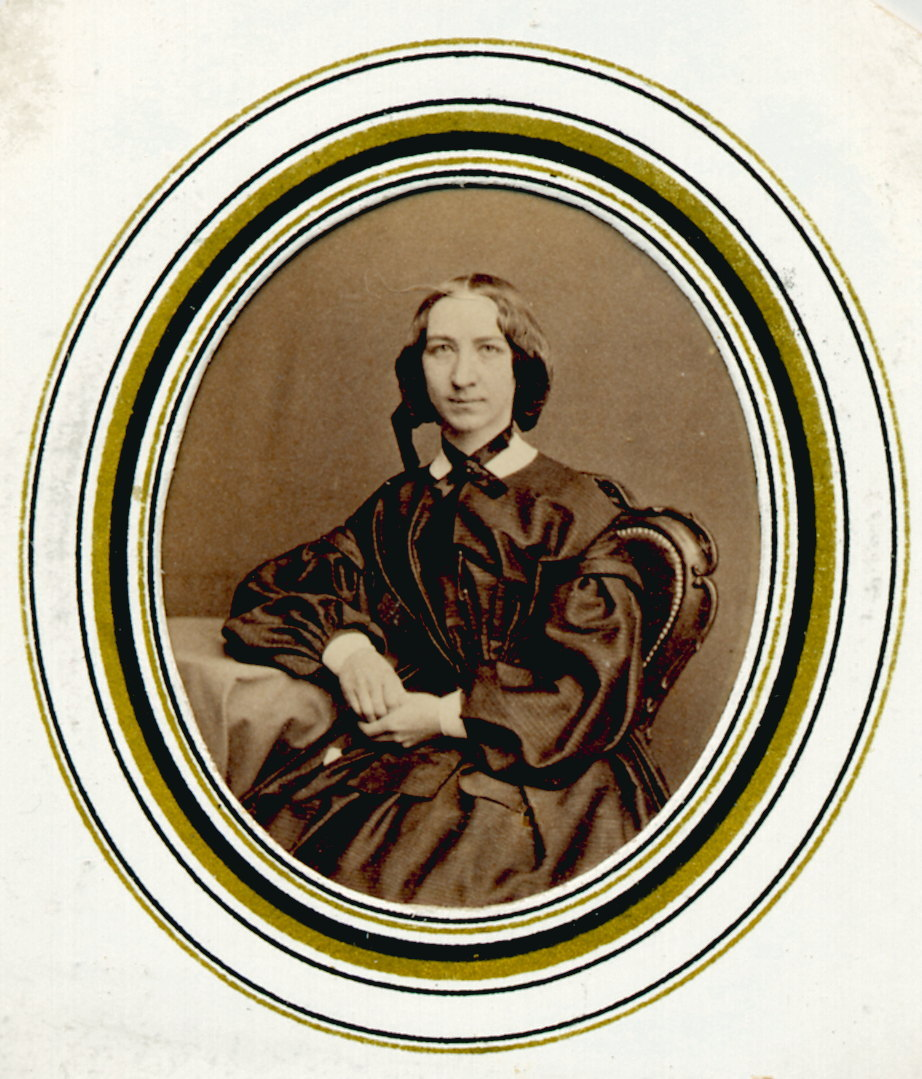
Luise Neumann (1837–1934) Porträtmalerin

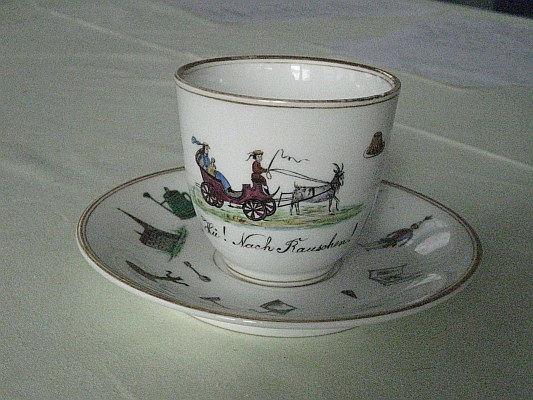
„Hü! Nach Rauschen!“ Kindertasse für Ausflug nach Rauschen

Luise Neumann (* 22. Juni 1837 in Königsberg i. Pr.; † 16. März 1934 in Leipzig) war eine deutsche Malerin.

## Leben
Luise war Tochter des Physikers Franz Ernst Neumann und Schwester des Mathematikers Karl Gottfried Neumann, des Nationalökonomen Julius von Neumann und des Pathologen und Hämatologen Ernst Neumann. Sie widmete sich der Malkunst und war Schülerin von Johannes Heydeck und Hugo Knorr. Hier schuf sie Landschafts- und Porträtbilder sowie Innenräume kulturhistorisch bemerkenswerter Räume in Königsberg. Auch malte sie auf Porzellan.
Nach einem Aufenthalt im brandenburgischen Joachimsthal, dem Schulort ihres Vaters, schrieb sie seine Lebensgeschichte Franz Ernst Neumann, Erinnerungsblätter. Seinen Nachlass übergab sie dem Stadtgeschichtlichen Museum Königsberg, das ein Franz-Neumann-Zimmer einrichtete. Dieses Museum besaß u. a. ihre Porträts von Franz Neumann und dem Kunsthistoriker Ernst August Hagen. Bis auf ein Landschaftsbild, eine Porzellanmalerei und einige Porträtbilder ist ihr gesamtes Werk 1945 in Rauschen in Samland verschollen.
Luise führte die von ihrem Vater gegründete Franz-Neumann-Stipendium-Stiftung weiter, die heutige Franz-Neumann-Stiftung in der Stiftung Königsberg, die ihr Vater zur Förderung des wissenschaftlichen Nachwuchses 1876 gegründet hatte. Nach dem Tode ihres Vaters zog sie zunächst nach Joachimsthal, dann 1918 zu ihrem Bruder Karl Neumann nach Leipzig. Hier verstarb sie im März 1934. Ihr Grab befand sich neben dem Grab ihres Bruders auf dem Johannis-Friedhof, dem heutigen Friedenspark (Leipzig).